# パビナフスプ アルファ
パビナフスプ アルファ（Pabinafusp alfa）は、ムコ多糖症II型の治療薬である。トランスフェリン受容体1に対する抗体とイデュルスルファーゼ（イズロン酸-2-スルファターゼ）の融合タンパク質である。

## 効能・効果
ムコ多糖症II型

## 特徴
ムコ多糖症II型は遺伝性のイズロン酸-2-スルファターゼ機能障害または欠損であり、この酵素によるリソソームでのムコ多糖の分解が阻害される。治療薬としては、以前から各国でイズロン酸-2-スルファターゼの遺伝子組換体であるイデュルスルファーゼが承認されている（酵素補充療法）。
しかしイデュルスルファーゼは血液脳関門を通過しないため、別途イデュルスルファーゼ ベータを脳室内投与する必要があった。
パビナフスプ アルファはトランスフェリン受容体1に対する抗体をイデュルスルファーゼと融合させることで、経細胞質輸送により血液脳関門を通過し中枢神経系で効果を発揮するようになる。これにより、従来の治療法では十分な効果が得られなかったMPS-IIの神経学的合併症を改善できる。
チャイニーズハムスター卵巣細胞（CHO細胞）を用いて生産されている。

## 警告
- 重篤なアナフィラキシー、ショックが発現する可能性がある。
- 重症な呼吸不全または急性呼吸器疾患のある患者に投与した場合、注射時反応によって症状の急性増悪が起こる可能性がある。

## 副作用
重大な副作用として、重度の注入反応が知られている。

## 臨床試験
日本での承認は、ムコ多糖症II型日本人患者28名を対象に実施された多施設共同単群非盲検第II/III相臨床試験に基づいている。主要評価項目は、52週間後の脳脊髄液中のヘパラン硫酸（HS、イズロン酸-2-スルファターゼの基質の1つで神経変性を測る指標とされている）の濃度低下であった。副次的評価項目として、中枢神経系の有効性については神経認知機能の発達を評価し、末梢神経系の有効性については血漿HSおよびデルマタン硫酸（DS）濃度の変化を評価した。脳脊髄液のHS濃度はベースラインから52週目まで有意に減少し、中枢神経系における基質の蓄積を継続的に阻害している、つまりこれまで対処出来なかった進行性神経変性の抑制を示している。神経認知機能の評価では、28人中21人に良好な変化が見られた。血清中のHSおよびDS濃度、肝臓および脾臓の体積等から、末梢での有効性はイデュルスルファーゼと同等である事が示唆された。

## 承認
日本では先駆け審査指定制度の下で承認された。2018年3月に指定、2020年9月に承認申請され、2021年3月に承認された。
米国では、2018年10月に希少疾病用医薬品に認定された。

## 参考資料
1. ↑  Sonoda, Hiroyuki; Morimoto, Hideto; Yoden, Eiji; Koshimura, Yuri; Kinoshita, Masafumi; Golovina, Galina; Takagi, Haruna; Yamamoto, Ryuji et al. (2018-05). “A Blood-Brain-Barrier-Penetrating Anti-human Transferrin Receptor Antibody Fusion Protein for Neuronopathic Mucopolysaccharidosis II” (英語). Molecular Therapy 26 (5):  1366–1374. doi:10.1016/j.ymthe.2018.02.032. PMC 5993955. PMID 29606503.
2. ↑  Recommended INN: List 82, WHO Drug Information, Vol. 33, No. 3, 2019.
3. ↑  “イズカーゴ点滴静注用10mg 添付文書”. www.info.pmda.go.jp. 2021年12月1日閲覧。
4. ↑  JCR Pharmaceuticals Co., Ltd. (2021-09-10). A Phase II/III Study of JR-141 in Patients With Mucopolysaccharidosis II.
5. ↑  Okuyama, Torayuki; Eto, Yoshikatsu; Sakai, Norio; Nakamura, Kimitoshi; Yamamoto, Tatsuyoshi; Yamaoka, Mariko; Ikeda, Toshiaki; So, Sairei et al. (2021-02). “A Phase 2/3 Trial of Pabinafusp Alfa, IDS Fused with Anti-Human Transferrin Receptor Antibody, Targeting Neurodegeneration in MPS-II” (英語). Molecular Therapy 29 (2):  671–679. doi:10.1016/j.ymthe.2020.09.039. PMC 7854283. PMID 33038326.
6. ↑  “医薬品の先駆け審査指定制度の対象品目一覧表”.   PMDA. 2021年12月1日閲覧。
7. ↑  “JCR、パビナフスプ アルファを承認申請 先駆け指定のハンター症候群薬”. 日刊薬業 - 医薬品産業の総合情報サイト. 2021年12月1日閲覧。
8. ↑  “JCRファーマ、遺伝子組換えムコ多糖症II型治療剤「イズカーゴ点滴静注用10mg」の製造販売承認を取得”. 日本経済新聞 (2021年3月23日). 2021年12月1日閲覧。
9. ↑  Orphan Drug Designations and Approvals, FDA, abgerufen am 23. Juni 2021.